# Assedio di Tournai (1521)
L'assedio di Tournai del 1521 ebbe luogo durante la guerra d'Italia del 1521-1526. Un esercito del Sacro Romano Impero guidato da Enrico III di Nassau-Breda assediò la città belga di Tournai prendendola dai francesi alla fine di novembre; rimarrà in possesso asburgica fino alla conquista francese dei Paesi Bassi austriaci avvenuta nel 1795.